# Demon Hunter
Demon Hunter est un groupe de metalcore chrétien américain, originaire de Seattle, Washington. Il est formé en 2000 par les frères Don Clark et Ryan Clark. Tous les membres du groupe sont chrétiens, et expriment leur foi en Jésus-Christ dans une grande majorité de leurs textes. Des deux frères fondateurs, un seul est toujours actif avec le groupe, Don Clark ayant arrêté pour prendre soin de sa famille. Depuis ses débuts, Demon Hunter a sorti sept albums studio, une dizaine de singles, et compte plus de 500 000 ventes à son actif.
Demon Hunter figure sur la bande originale de Killing Floor 2 (seulement certaines musiques, version instrumentale ou avec parole disponible), un jeu vidéo de shoot 'em up dont le but consiste à éliminer des vagues de zombies en coopération (ou en solo). Des pièces musicales de Demon Hunter (ainsi que d'autres groupes du même genre) sont diffusées pendant les combats.

## Biographie

### Débuts (2002–2004)

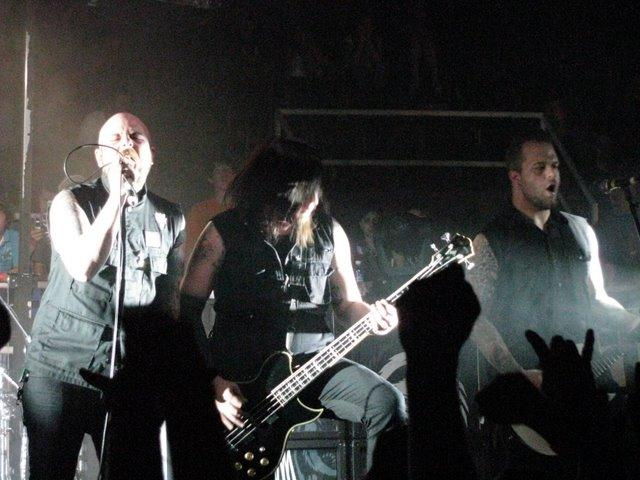
Demon Hunter, au Red Letter Rock Festival en 2008.

Demon Hunter est initialement formé par les frères Clarks, qui s'inspirent de Coalesce et Neurosis. Adolescent, Ryan était ancien guitariste au sein du groupe de punk hardcore Focal Point, qui compte un album aux labels Tooth & Nail/Solid State. Demon Hunter apparait sur la compilation This is Solid State Vol. 3 avec sa première chanson en 2002. L'album homonyme de Demon Hunter est publié en octobre 2002 chez Solid State Records. Ryan et Don y écrivent les chansons, et recrutent par la suite Jesse Sprinkle, ancien membre de Poor Old Lu, pour les morceaux de batterie.
Demon Hunter retourne en studio pour enregistrer son deuxième opus, Summer of Darkness, avec McCaddon et Jesse. Summer of Darkness est publié le 4 mai 2004, et est un succès modeste qui propulse Demon Hunter dans la scène, et s'accompagne d'un clip de la chanson Not Ready to Die diffusé au Headbanger's Ball sur MTV2, et sur Fuse TV. L'album fait participer le chanteur Mike Williams de The Agony Scene sur Beheaded, Brock Lindow des 36 Crazyfists sur Beauty Through The Eyes of a Predator, Howard Jones de Killswitch Engage sur Our Faces Fall Apart et Trevor McNevan de Thousand Foot Krutch sur Coffin Builder.

### Triptych(2005–2006)
Demon Hunter part en tournée durant l'été avec McCaddon au chant, Dunn à la basse, et leur nouveau batteur de tournée Tim « Yogi » Watts, Jesse Sprinkle ne pouvant y participer. En 2005, Demon Hunter retourne au studio Compound de Seattle, Washington pour enregistrer un troisième album, intitulé The Triptych. L'album comprend une reprise de la chanson Snap Your Fingers, Snap Your Neck de Prong. La seule tournée effectuée par Demon Hunter en 2006 s'effectue en été avec Zao, Becoming the Archetype, August Burns Red, et Spoken. Le groupe tourne la vidéo pour One Thousand Apologies après leur tournée avec le réalisateur Darren Doane. Le magazine consacré au heavy metal et au hard rock, Revolver, publie un article sur le metal chrétien en décembre 2006, parlant notamment de Ryan Clark de Demon Hunter.

### Storm the Gates of Hell(2007–2008)
Demon Hunter entre en studio en juin 2007 pour enregistrer un quatrième album, Storm the Gates of Hell, publié le 6 novembre 2007. Solid State publie trois versions de l'album avec des bonus différents. En 2008, le groupe joue à la tournée Stronger than Hell, qui commence le 26 mai à Seattle, Washington. La tournée se termine le 5 juillet 2008 au Cornerstone Festival dans l'Illinois. Demon Hunter publie 45 Days en novembre, un coffret double DVD et CD. Un album live, Live in Nashville, est publié le 27 janvier 2009. Il comprend 14 chansons de leur show à Nashville, dans le Tennessee.

### The World Is a Thorn(2009–2011)
En 2009, Don Clark et Ethan Luck quittent le groupe. Le 28 août, Demon Hunter annonce Patrick Judge en replacement de Luck. Cependant, ils n'annoncent pas l'arrivée de Randy Torres.
Le groupe publie The World Is a Thorn le 9 mars 2010. Il fait participer le chanteur Dave Peters of Throwdown sur Feel As Though You Could, Christian Älvestam de Miseration sur Just Breathe, et Björn « Speed » Strid de Soilwork sur le single Collapsing. L'album atteint la 39e place du Billboard 200 avec 14 000 exemplaires vendus la première semaine. Le groupe se joint à As I Lay Dying en tournée en mars, une première pour Demon Hunter qui joue en tant qu'invité et non en tête d'affiche. Blessthefall et War of Ages y participent aussi. Demon Hunter publie une anthologie de leurs trois premiers albums le 8 mars 2011 intitulée Death, a Destination. En décembre 2011, Ryan Helm annonce son départ de Demon Hunter pour se consacrer à son projet solo, Damien Deadson. Helm explique que le départ « était inévitable ; mais en bons termes. »
En janvier 2012, Solid State Records annonce l'arrivée de Jeremiah Scott, bassiste de The Showdown, dans le groupe, à la guitare rythmique.

### True DefianceetExtermist(2012–2014)

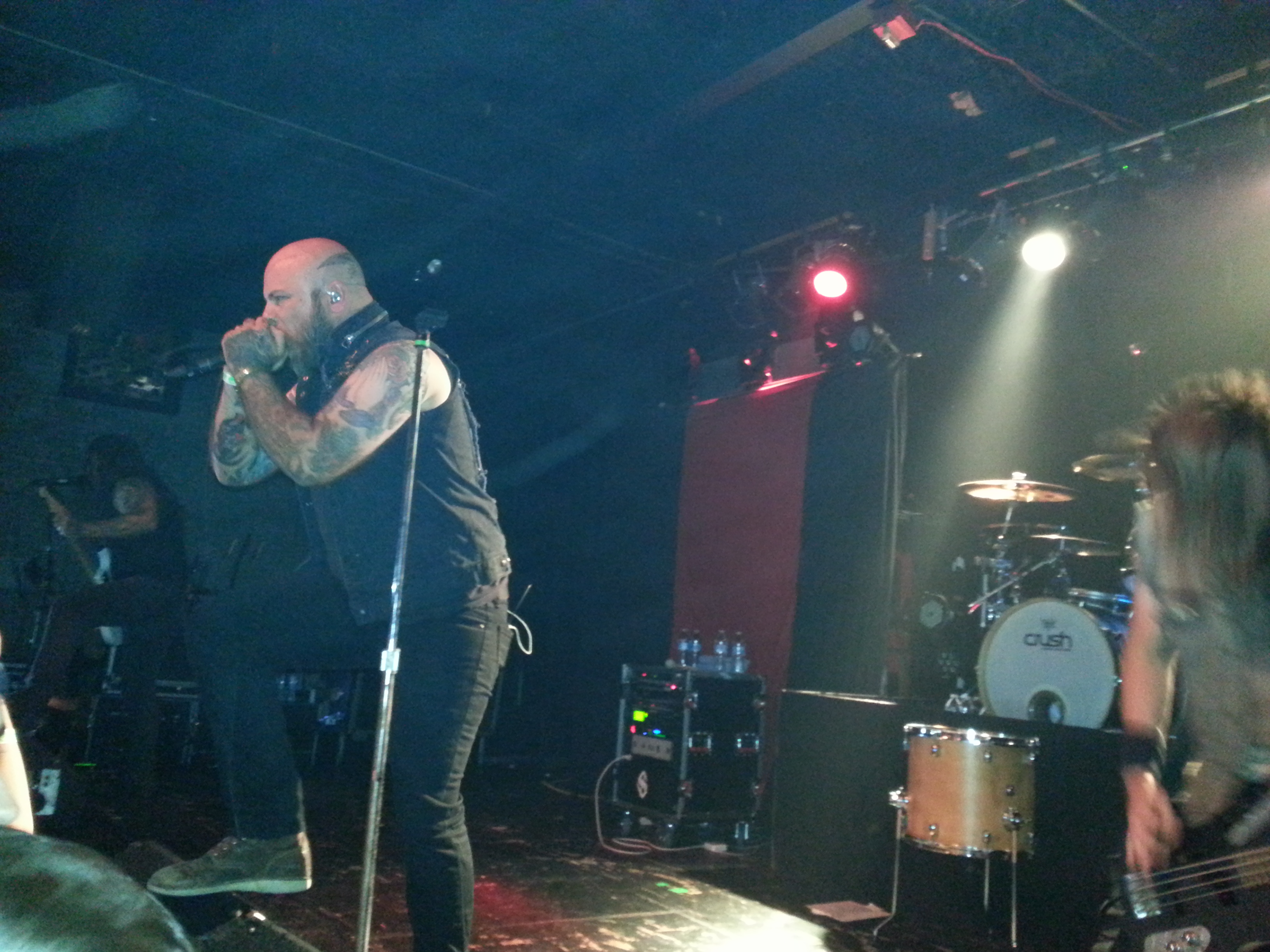
Demon Hunter en 2014.

Leur sixième album, True Defiance, est publié le 10 avril 2012. Il atteint la 36e place du Billboard 200 et la deuxième place du Top Christian Albums. Un mois avant la sortie de l'album, Demon Hunter publie la chanson My Destiny comme single officiel, et Someone to Hate et Dead Flowers comme singles promotionnels. En juillet 2012, le groupe part en tournée en soutien à l'album avec Bleeding Through, Cancer Bats, et The Plot in You. Peu après, ils annoncent une tournée au Brésil, en Argentine, et en Colombie, en Amérique du Sud. Le groupe participe à une tournée appelée Another Year Another Tour, leur première en 2013 avec In Flames en tête d'affiche, accompagné de All Shall Perish et Battlecross.
Demon Hunter commence à poster un avant-goût de l'album Extremist, en janvier 2014, qui sera publié le 18 mars 2014,. Demon Hunter publie le single Artificial Light, sur YouTube, et met leur album en précommande sur leur site web. Extremist atteint la 16e place du Billboard 200 avec approximativement 18 000 exemplaires vendus la première semaine.
En août 2014, le groupe participe à une brève tournée avec le groupe de metal alternatif Red et le groupe Veridia.

### Outlive(depuis 2015)
La seule tournée du groupe en 2015 s'effectue au Uprise Festival de Shippensburg, en Pennsylvanie. Demon Hunter annonce officiellement un huitième album, Outlive, le 14 septembre 2016, prévu pour début 2017,.

## Membres

### Membres actuels
- Ryan Clark - chant (depuis 2000)
- Jon Dunn - basse (depuis 2000)
- Timothy « Yogi » Watts - batterie (depuis 2005)
- Patrick Judge - guitare (depuis 2009)
- Ryan Helm - guitare rythmique (depuis 2009)

### Anciens membres
- Kris McCaddon - guitare
- Jesse Sprinkle - batterie
- Don Clark - guitare
- Ethan Luck - guitare

## Discographie

### Albums studio
- 2002 : Demon Hunter

1. Screams Of The Undead
2. I Have Seen Where It Grows
3. Infected
4. My Throat Is An Open Grave
5. Through The Black
6. Turn Your Back And Run
7. And The Sky Went Red
8. As We Wept
9. A Broken Upper Hand
10. The Gauntlet

- 2004 : Summer of Darkness

1. Not Ready To Die
2. Awakening
3. Beheaded
4. My Heartstrings Come Undone
5. Our Faces Fall Apart
6. Less Than Nothing
7. Summer Of Darkness
8. Beauty Through The Eyes Of A Predator
9. Annihilate The Corrupt
10. I Play Dead
11. Everything Was White
12. Coffin Builder
13. Latest And The Last

- 2005 : Triptych

1. The Flame That Guides Us Home
2. Not I
3. Undying
4. Relentless Intolerance
5. Deteriorate
6. The Soldier's Song
7. Fire To My Soul
8. One Thousand Apologies
9. The Science Of Lies
10. Snap Your Fingers, Snap Your Neck
11. Ribcage
12. The Tide Began To Rise

- 2007 : Storm the Gates of Hell

1. Storm The Gates Of Hell
2. Lead Us Home
3. Sixteen
4. Fading Away
5. Carry Me Down
6. A Thread Of Light
7. I Am You
8. Incision
9. Thorns
10. Follow The Wolves
11. Fiction Kingdom
12. The Wrath Of God
13. No Reason To Exist
14. Grand Finale

- 2010 : The World is a Thorn

1. Descending Upon Us
2. Lifewar
3. Collapsing
4. This Is The Line
5. Driving Nails
6. The World Is A Thorn
7. Tie This Around Your Neck
8. Just Breathe
9. Shallow Water
10. Feel As Though You Could
11. Blood In The Tears
12. Desire The Pain
13. Driving Nails (String Mix)

- 2012 : True Defiance

1. Crucifix
2. God Forsaken
3. My Destiny
4. Wake
5. Tomorrow Never Comes
6. Someone to Hate
7. This I Know
8. Means to an End
9. We Don't Care
10. Resistance
11. Dead Flowers

- 2014 : Extremist

1. Death
2. Artificial Light
3. What I'm Not
4. The Last One Alive
5. I Will Fail You
6. One Last Song
7. Cross to Rear
8. Hell Don't Need Me
9. In Time
10. Beyond Me
11. Gasoline
12. The Heart of a Graveyard

- 2017 : Outlive

1. Trying Times
2. Jesus Wept
3. Cold Winter Sun
4. Died in My Sleep
5. Half as Dead
6. Cold Blood
7. One Step Behind
8. Raining Down
9. The End
10. One Less
11. Patience
12. Slight the Odds

- 2019 : Peace

1. More Than Bones
2. I Don't Believe You
3. Loneliness
4. Peace
5. When the Devil Come
6. Time Only Takes
7. Two Ways
8. Rescue Myself
9. Bet My Life
10. Fear is Not My Guide

- 2019 : War

1. Cut To Live
2. On My Side
3. Close Enough
4. Unbound
5. Grey Matter
6. The Negative
7. Ash
8. No Place For You Here
9. Leave Me Alone
10. Lesser Gods